# Кошарище
Кошари́ще — село в Україні, у Куликівській селищній громаді Чернігівського району Чернігівської області. Населення становить 54 осіб. До 2017 орган місцевого самоврядування — Вершиново-Муравійська сільська рада.

## Історія
Село перебуває в занепаді. Із близько 50 будинків жилих лише близько 10. Середній вік населення за 50 років.
12 червня 2020 року, відповідно до розпорядження Кабінету Міністрів України № 730-р «Про визначення адміністративних центрів та затвердження територій територіальних громад Чернігівської області», село увійшло до складу Куликівської селищної громади.
19 липня 2020 року, в результаті адміністративно-територіальної реформи та ліквідації Куликівського району, село увійшло до складу Чернігівського району.
До села веде асфальтована дорога із сусіднього села Вершинова Муравійка. В самому селі асфальтоване покриття розсипалось. Дорога до Бакланової Муравійки — ґрунтова.

## Населення

### Мова
Розподіл населення за рідною мовою за даними перепису 2001 року:
| Мова       | Кількість | Відсоток |
| ---------- | --------- | -------- |
| українська | 53        | 98.15%   |
| російська  | 1         | 1.85%    |
| Усього     | 54        | 100%     |

## Галерея

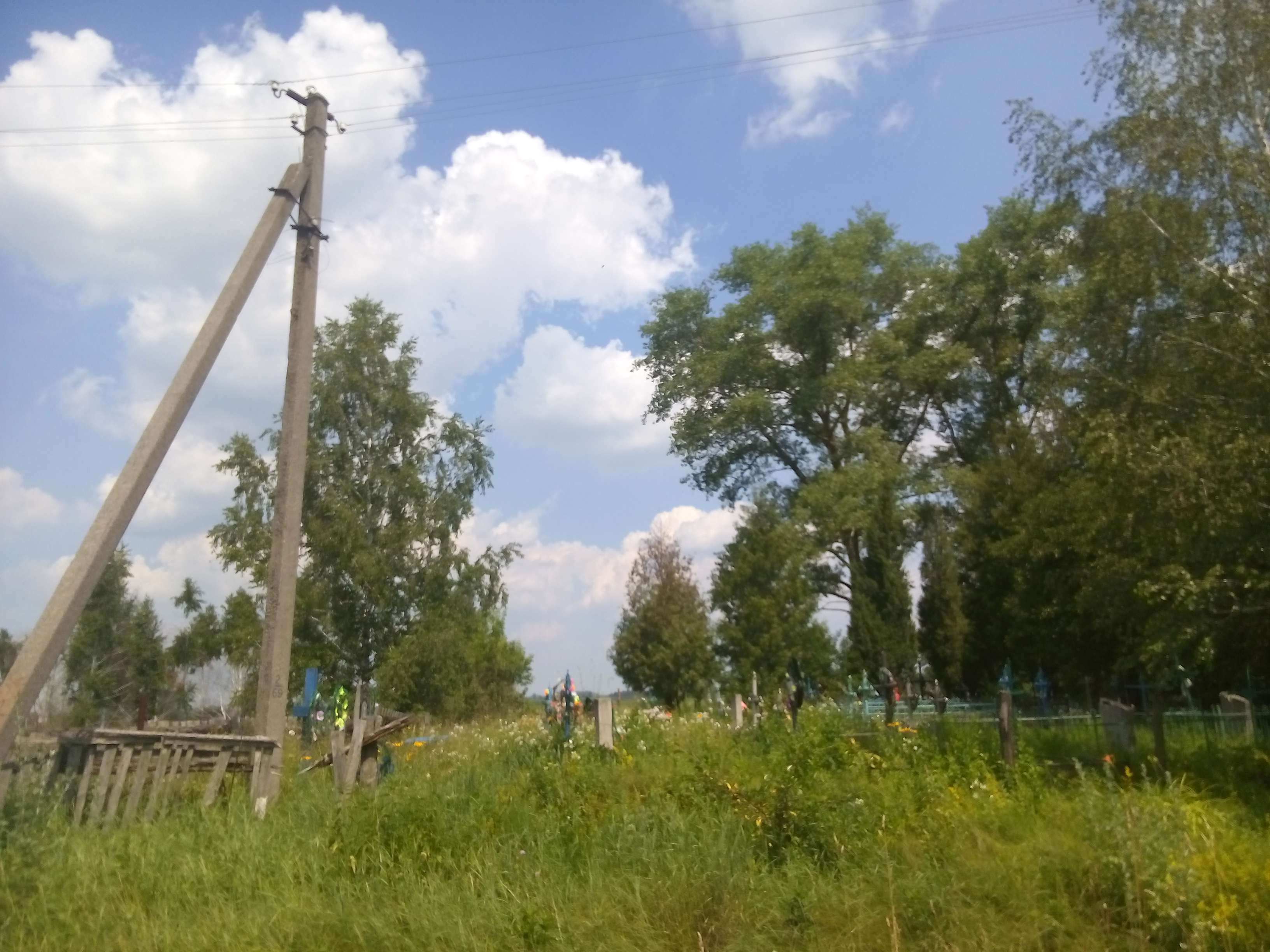
Кладовище
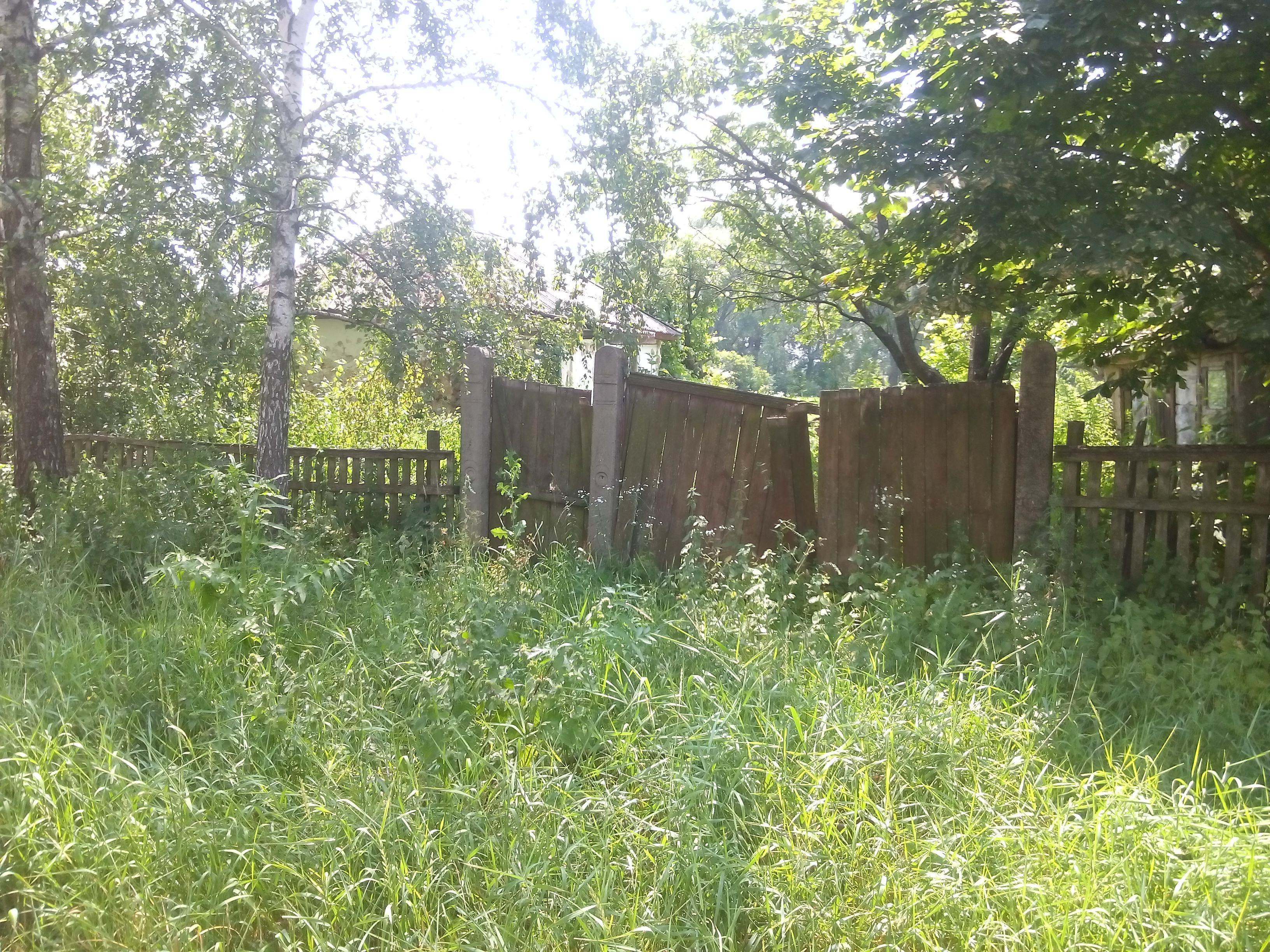
Більшість будинків в занедбаному стані
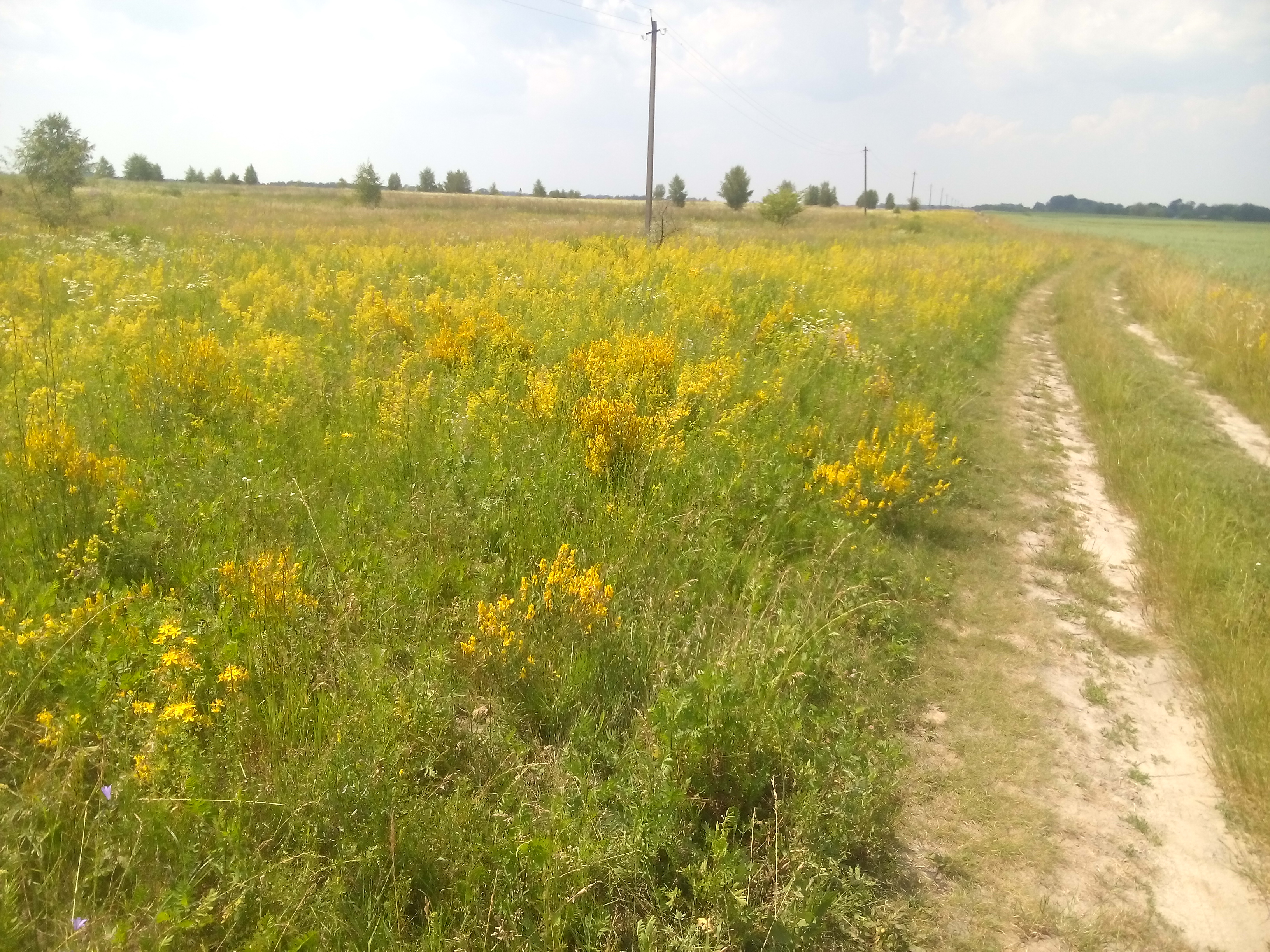
Польові квіти за селом, ґрунтова дорога на Бакланову Муравійку
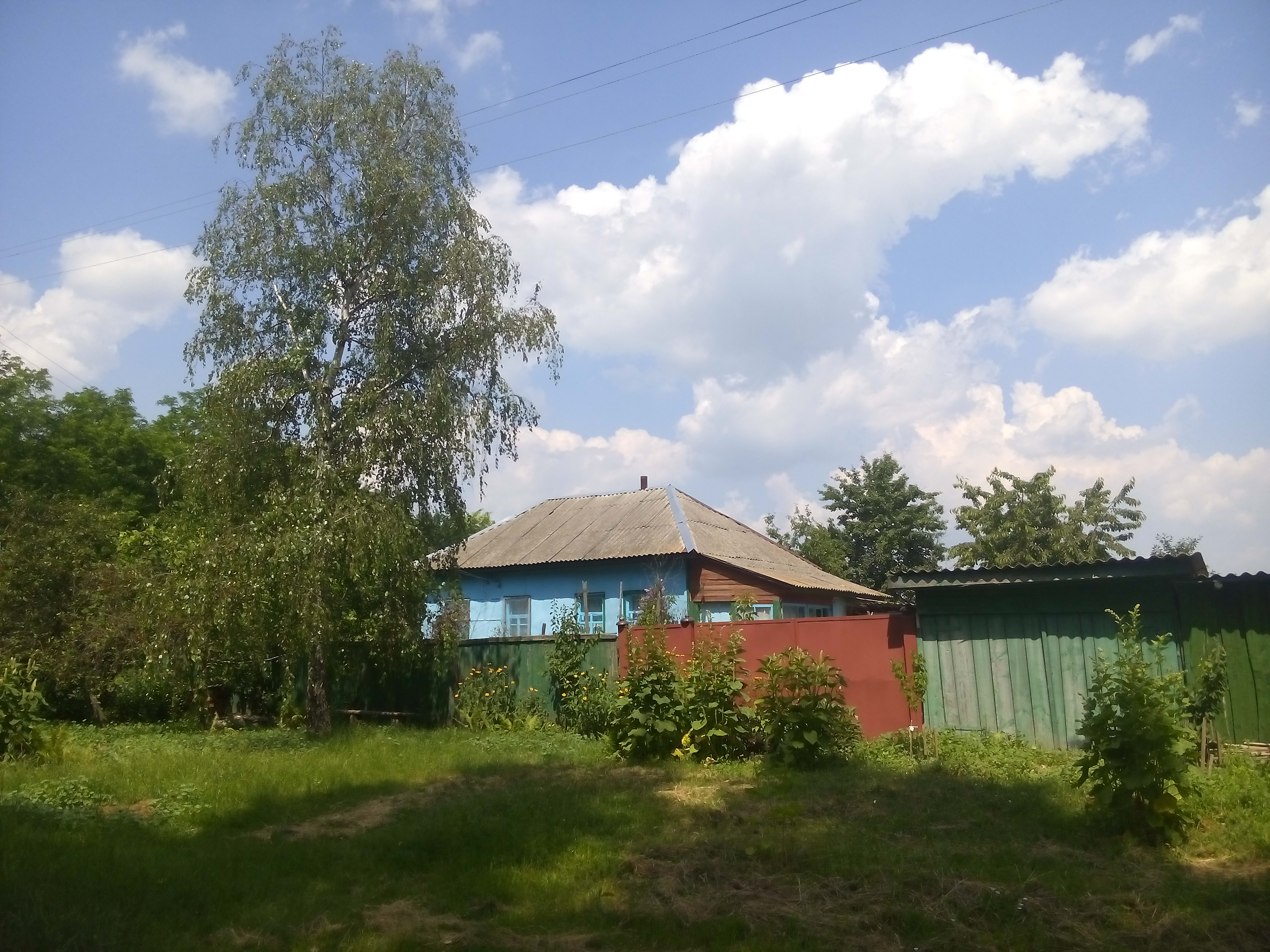
Одна із жилих хат
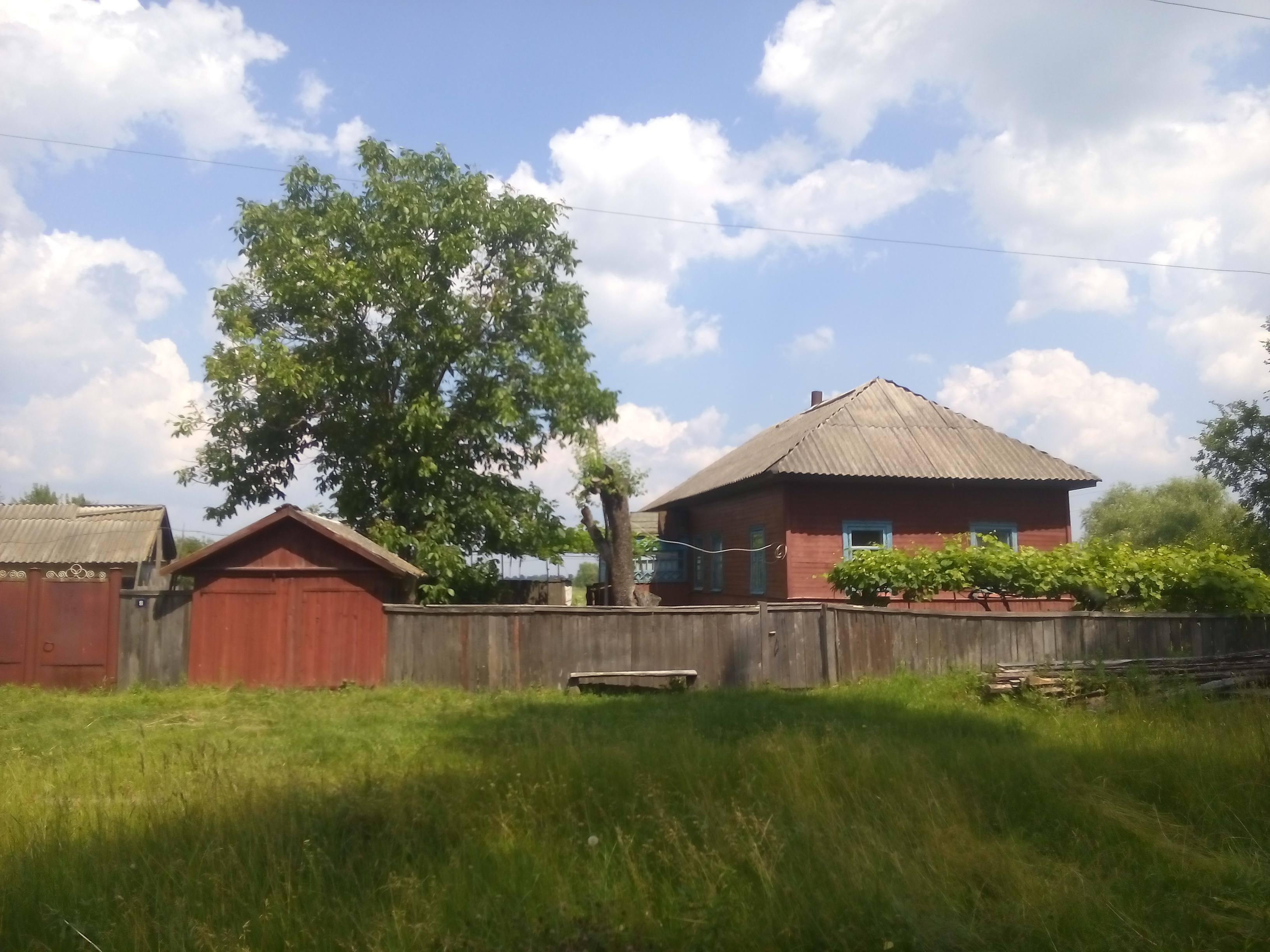
Типова поліська хата
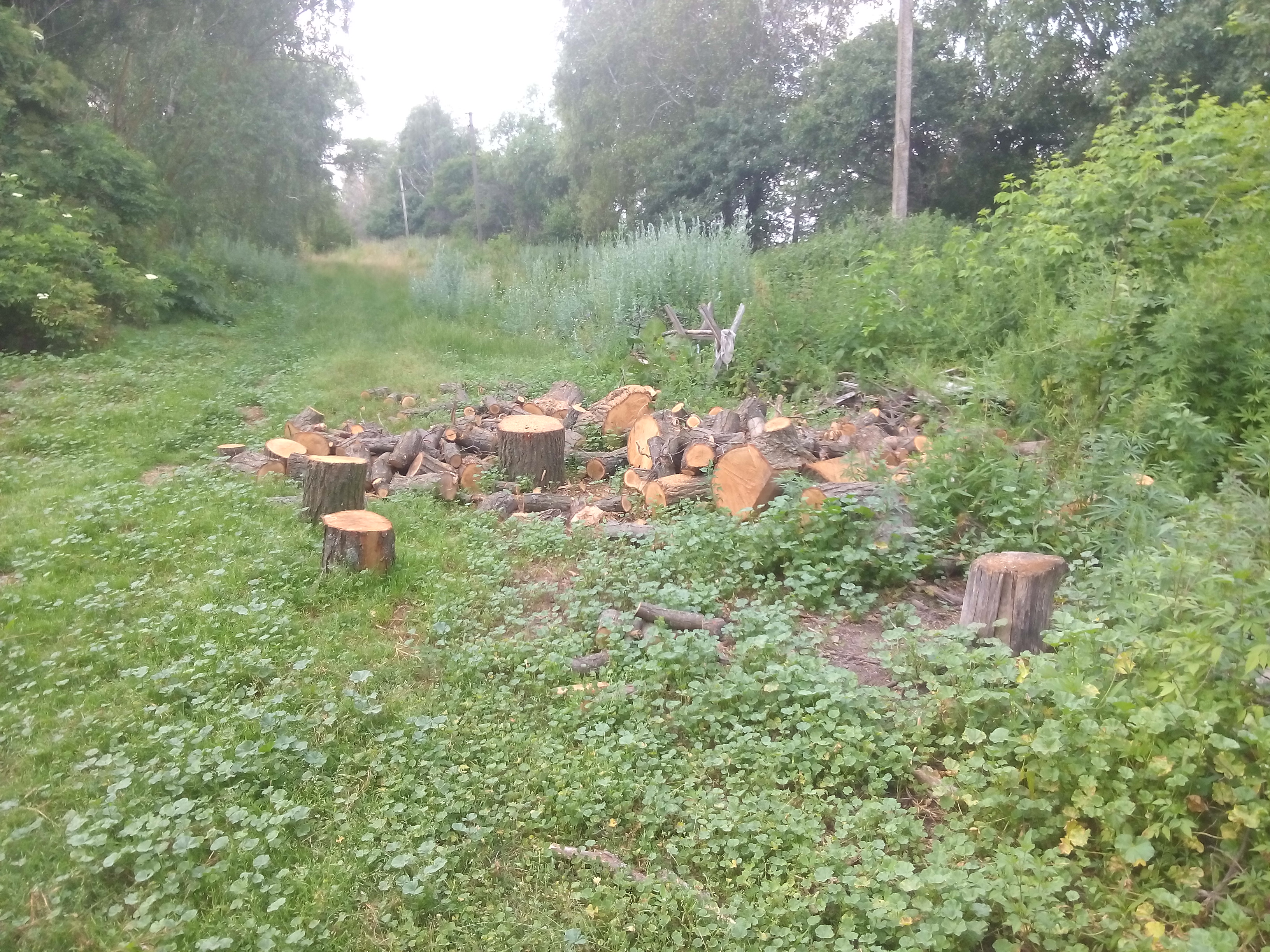
Заготівля дров
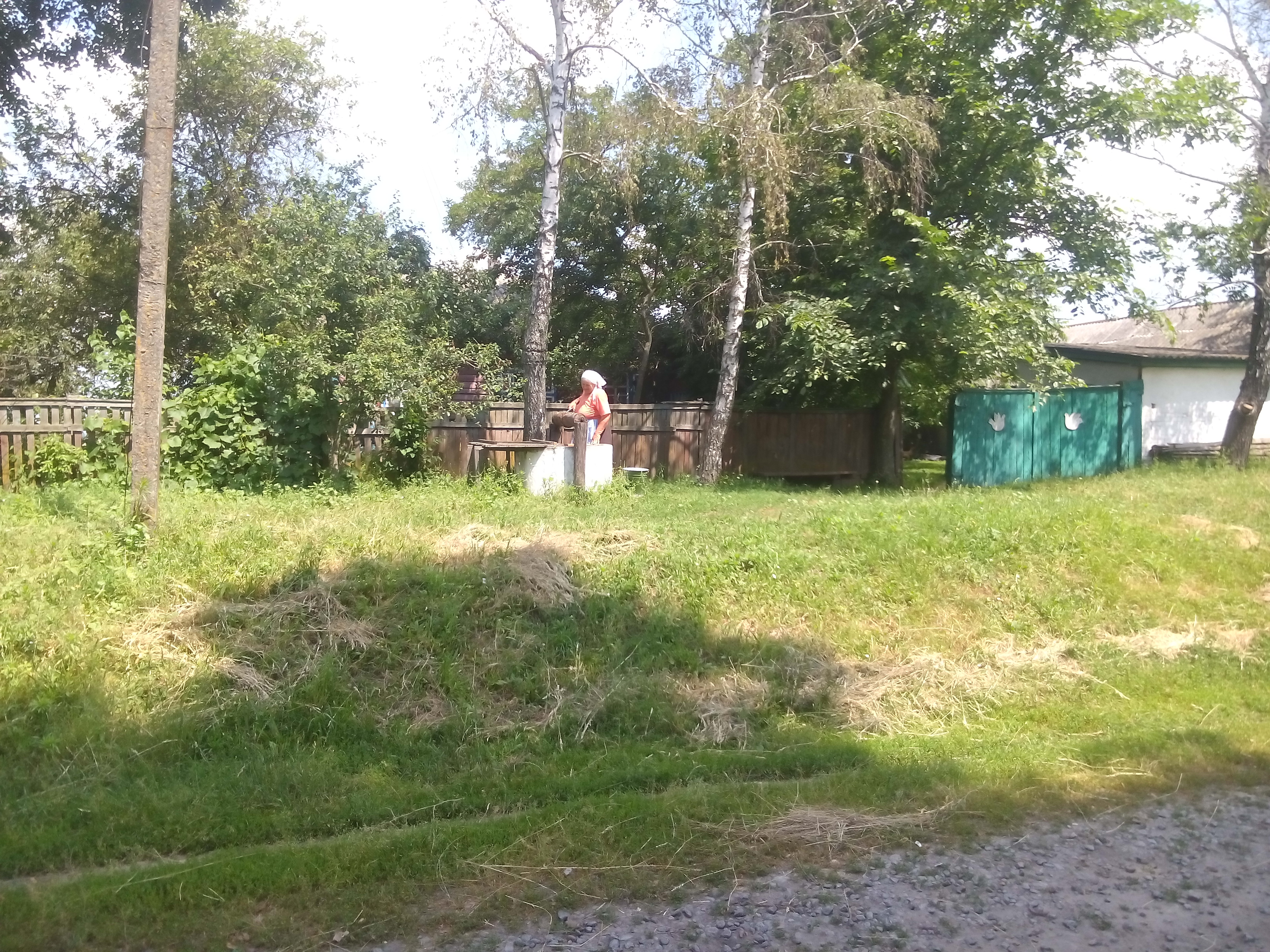
Мешканка набирає воду у криниці